# 고쇼인노미야
고쇼인노미야 (일본어: 護聖院宮 ごしょういんのみや[*])는 일본 무로마치 시대에 존재했던 황실 궁가이다.

## 개요
구남조계 세습 궁가 중 하나이다. 고무라카미 천황의 황자로, 고카메야마 천황의 동궁 (황태제)였던 한 친왕을 가조로 하지만, 최근의 연구에서는 이 사람을 코레나리 친왕으로 비정하는 설이 유력하다. 남북조 합일 후, 황위 회복을 목표로 반막 자세를 취하고 있던 오구라노미야가와는 대조적으로 대체로 막부 체제에 순응하는 태도를 취하고 있었다.
궁호는 히에이산 엔랴쿠지의 유력 승방인 고쇼인(護正院/護聖院)에 은거한 데서 유래한 것으로 알려져있다. 이 원은 겐무 시기부터 카지이몬 터의 필두문도로서 무로마치 막부의 정치적ㆍ군사적인 신뢰가 두터웠기 때문에, 막부가 적대하는 것을 염려하는 남조 황족을 맡기는 곳으로 적당했던 것 같다. 고쇼인의 표기는 護正院・護生院・護性院・五常院 등의 한자로 쓰여있기도 한다.

## 계보
|  |  |  |  |                                   |                                   |                                   |                                   |                                   |                                   |  |  |                                                 |                                                 |                                                 |                                                 |                                                 |                                                 |  |  |                                     |                                     |                                     |                                     |                                     |                                     |  |  |                |                |                |                |                |                |  |  |                                 |                                 |                                 |                                 |                                 |                                 |  |  |  |  |  |  |  |  |  |  |  |  |  |  |  |  |  |  |
|  |  |  |  |                                   |                                   |                                   |                                   |                                   |                                   |  |  | 97대 천황 고무라카미 천황                       |                                                 |                                                 |                                                 |                                                 |                                                 |  |  |                                     |                                     |                                     |                                     |                                     |                                     |  |  |                |                |                |                |                |                |  |  |                                 |                                 |                                 |                                 |                                 |                                 |  |  |  |  |  |  |  |  |  |  |  |  |  |  |  |  |  |  |
|  |  |  |  |                                   |                                   |                                   |                                   |                                   |                                   |  |  |                                                 |                                                 |                                                 |                                                 |                                                 |                                                 |  |  |                                     |                                     |                                     |                                     |                                     |                                     |  |  |                |                |                |                |                |                |  |  |                                 |                                 |                                 |                                 |                                 |                                 |  |  |  |  |  |  |  |  |  |  |  |  |  |  |  |  |  |  |
|  |  |  |  |                                   |                                   |                                   |                                   |                                   |                                   |  |  | 초대 고쇼인노미야 코레나리 친왕                 |                                                 |                                                 |                                                 |                                                 |                                                 |  |  |                                     |                                     |                                     |                                     |                                     |                                     |  |  |                |                |                |                |                |                |  |  |                                 |                                 |                                 |                                 |                                 |                                 |  |  |  |  |  |  |  |  |  |  |  |  |  |  |  |  |  |  |
|  |  |  |  |                                   |                                   |                                   |                                   |                                   |                                   |  |  |                                                 |                                                 |                                                 |                                                 |                                                 |                                                 |  |  |                                     |                                     |                                     |                                     |                                     |                                     |  |  |                |                |                |                |                |                |  |  |                                 |                                 |                                 |                                 |                                 |                                 |  |  |  |  |  |  |  |  |  |  |  |  |  |  |  |  |  |  |
|  |  |  |  |                                   |                                   |                                   |                                   |                                   |                                   |  |  |                                                 |                                                 |                                                 |                                                 |                                                 |                                                 |  |  |                                     |                                     |                                     |                                     |                                     |                                     |  |  |                |                |                |                |                |                |  |  |                                 |                                 |                                 |                                 |                                 |                                 |  |  |  |  |  |  |  |  |  |  |  |  |  |  |  |  |  |  |
|  |  |  |  | 나리히토 왕 （다이고지 지조우인） | 나리히토 왕 （다이고지 지조우인） | 나리히토 왕 （다이고지 지조우인） | 나리히토 왕 （다이고지 지조우인） | 나리히토 왕 （다이고지 지조우인） | 나리히토 왕 （다이고지 지조우인） |  |  | 2대 고쇼인노미야 토키아키 왕                    | 2대 고쇼인노미야 토키아키 왕                    | 2대 고쇼인노미야 토키아키 왕                    | 2대 고쇼인노미야 토키아키 왕                    | 2대 고쇼인노미야 토키아키 왕                    | 2대 고쇼인노미야 토키아키 왕                    |  |  | 엔고 (엔만인)                       | 엔고 (엔만인)                       | 엔고 (엔만인)                       | 엔고 (엔만인)                       | 엔고 (엔만인)                       | 엔고 (엔만인)                       |  |  | 엔인] )엔만인) | 엔인] )엔만인) | 엔인] )엔만인) | 엔인] )엔만인) | 엔인] )엔만인) | 엔인] )엔만인) |  |  | 에린지 비구니 (케이아이지 장로) | 에린지 비구니 (케이아이지 장로) | 에린지 비구니 (케이아이지 장로) | 에린지 비구니 (케이아이지 장로) | 에린지 비구니 (케이아이지 장로) | 에린지 비구니 (케이아이지 장로) |  |  |  |  |  |  |  |  |  |  |  |  |  |  |  |  |  |  |
|  |  |  |  | 나리히토 왕 （다이고지 지조우인） | 나리히토 왕 （다이고지 지조우인） | 나리히토 왕 （다이고지 지조우인） | 나리히토 왕 （다이고지 지조우인） | 나리히토 왕 （다이고지 지조우인） | 나리히토 왕 （다이고지 지조우인） |  |  | 2대 고쇼인노미야 토키아키 왕                    | 2대 고쇼인노미야 토키아키 왕                    | 2대 고쇼인노미야 토키아키 왕                    | 2대 고쇼인노미야 토키아키 왕                    | 2대 고쇼인노미야 토키아키 왕                    | 2대 고쇼인노미야 토키아키 왕                    |  |  | 엔고 (엔만인)                       | 엔고 (엔만인)                       | 엔고 (엔만인)                       | 엔고 (엔만인)                       | 엔고 (엔만인)                       | 엔고 (엔만인)                       |  |  | 엔인] )엔만인) | 엔인] )엔만인) | 엔인] )엔만인) | 엔인] )엔만인) | 엔인] )엔만인) | 엔인] )엔만인) |  |  | 에린지 비구니 (케이아이지 장로) | 에린지 비구니 (케이아이지 장로) | 에린지 비구니 (케이아이지 장로) | 에린지 비구니 (케이아이지 장로) | 에린지 비구니 (케이아이지 장로) | 에린지 비구니 (케이아이지 장로) |  |  |  |  |  |  |  |  |  |  |  |  |  |  |  |  |  |  |
|  |  |  |  |                                   |                                   |                                   |                                   |                                   |                                   |  |  |                                                 |                                                 |                                                 |                                                 |                                                 |                                                 |  |  |                                     |                                     |                                     |                                     |                                     |                                     |  |  |                |                |                |                |                |                |  |  |                                 |                                 |                                 |                                 |                                 |                                 |  |  |  |  |  |  |  |  |  |  |  |  |  |  |  |  |  |  |
|  |  |  |  |                                   |                                   |                                   |                                   |                                   |                                   |  |  | 3대 고쇼인노미야 츠우조우스 (쇼코쿠지 죠토쿠인) | 3대 고쇼인노미야 츠우조우스 (쇼코쿠지 죠토쿠인) | 3대 고쇼인노미야 츠우조우스 (쇼코쿠지 죠토쿠인) | 3대 고쇼인노미야 츠우조우스 (쇼코쿠지 죠토쿠인) | 3대 고쇼인노미야 츠우조우스 (쇼코쿠지 죠토쿠인) | 3대 고쇼인노미야 츠우조우스 (쇼코쿠지 죠토쿠인) |  |  | 콘조우스 (만쥬지/쇼코쿠지 로쿠온인) | 콘조우스 (만쥬지/쇼코쿠지 로쿠온인) | 콘조우스 (만쥬지/쇼코쿠지 로쿠온인) | 콘조우스 (만쥬지/쇼코쿠지 로쿠온인) | 콘조우스 (만쥬지/쇼코쿠지 로쿠온인) | 콘조우스 (만쥬지/쇼코쿠지 로쿠온인) |  |  |                |                |                |                |                |                |  |  |                                 |                                 |                                 |                                 |                                 |                                 |  |  |  |  |  |  |  |  |  |  |  |  |  |  |  |  |  |  |

## 역대 당주

### 코레나리 친왕
고무라카미 천황의 황자로서, 고카메야마 천황의 동궁 (황태제)이다. 생모는 니죠 모로모토의 유자인 카키몬인(『만사이쥬고우닛키(満済准后日記)』 에이쿄 3년 10월 28일조)으로 추정된다. 입태자 시기는 알려져있지 않다. 겐추 9년/메이토쿠 3년 (1392년) 10월, 고카메야마 천황이 쇼군 아시카가 요시미츠가 제시한 강화 조건 (메이토쿠 화약)을 수락했기 때문에, 친왕은 천황과 동행하여 입경하였고, 윤10월 5일, 신기 도어에 따라 동궁위에서 사퇴했다. 다만, 화약의 조건 중 하나인 양통질립 조건이 결국 막부에 의해 깨졌기 때문에, 사실상 폐태자라고 할 수 있다. 메이토쿠 5년 (1394년) 2월, 고카메야마와 함께 덴류지에서 처음으로 아시카가 요시미츠를 만났는데, 그 출어의 예는 상황의 형식을 따랐다고 한다. 당시에는 아직 "고쇼인노미야"라고 불리지 않았으므로, 궁가의 창설은 이 이후이다.

## 같이 보기
- 고난조
- 오구라노미야 - 고카메야마 천황의 황자 츠네아츠를 가조로 하는 남조계 궁가
- 타마가와노미야 - 조케이 천황의 황자 (이름 불명)를 가조로 하는 남조계 궁가